# Юність (жіночий футбольний клуб, Чернігів)
«Юність-ШВСМ»  — український жіночий футбольний клуб з Чернігова, заснований 2020 року.  
Абревіатура "ШВСМ" розшифровується як — Школа Вищої Спортивної Майстерності.

## Історія
Команду засновано 2020 року в Чернігові. 
Вона одраз ж стартувала в Першій лізі — другому по силі дивізіоні жіночого чемпіонату України з футболу. 
В сезоні 2022—23 посіли призове друге місце та здобули право на підвищення у класі на наступний сезон, але через фінансову нестабільність відмовились від участі у Вищій лізі та надали перевагу подальшому виступу у Першій лізі. 
У лютому 2022 року команда увійшла до структури чоловічого футбольного клубу «Десна» (Чернігів), що представляє Прем'єр-лігу. 

## Стадіон
Домашні матчі команда проводить на стадіоні «Юність», який знаходиться за адресою проспект Перемоги, 110, м. Чернігів, Україна. 
У 2017 році розпочалася робота з реконструкції нового стадіону. 
На реконструкцію стадіону «Юність» у 2019 році виділили 55 мільйонів гривень. 
10 грудня 2020 року в дату, що була приурочена до Всесвітнього дня футболу, оновлений спортивний комплекс спеціальної дитячо-юнацької школи та олімпійський резерв із футболу «Юність» було офіційно відкрито. 

## Статистика виступів
| Сезон   | Ліга                 | Ліга  | Ліга | Ліга | Ліга | Ліга | Ліга | Ліга | Ліга | Найкращий бомбардир | Найкращий бомбардир | Головний тренер   | Прим.  |
| Сезон   | Дивізіон             | Місце | І    | В    | Н    | П    | ЗМ   | ПМ   | О    | Ім'я                | Голи                | Головний тренер   | Прим.  |
| ------- | -------------------- | ----- | ---- | ---- | ---- | ---- | ---- | ---- | ---- | ------------------- | ------------------- | ----------------- | ------ |
| 2020—21 | Перша ліга           | 7 з 9 | 16   | 4    | 2    | 10   | 30   | 33   | 11   | Валерія Минута      | 10                  | Наталія Ігнатовіч | [ 8 ]  |
| 2021—22 | Перша ліга Група «Б» | 3 з 9 | 10   | 5    | 2    | 3    | 15   | 24   | 17   | Валерія Яненко      | 4                   | Людмила Лемешко   | [ 9 ]  |
| 2022—23 | Перша ліга           | 2 з 5 | 8    | 6    | 1    | 1    | 19   | 5    | 19   | Віталіна Мазурова   | 6                   | Людмила Лемешко   | [ 10 ] |
| 2023—24 | Перша ліга Група «Б» | 3 з 8 | 14   | 8    | 1    | 5    | 56   | 26   | 25   | Анастасія Тарасюк   | 12                  | Людмила Лемешко   | [ 11 ] |
| 2024—25 | Перша ліга Група «Б» | 1 з 8 | 14   | 12   | 1    | 1    | 39   | 7    | 37   | Аделіна Намазова    | 8                   | Людмила Лемешко   | [ 12 ] |

## Досягнення
Перша Ліга:
- Срібний призер (1): 2023